# Escotais
L'Escotais, ou Nais ou Gravot, est un cours d'eau français qui coule dans les départements d'Indre-et-Loire et de la Sarthe. C'est un affluent du Loir en rive gauche et donc un sous-affluent de la Loire.

## Origine du nom
L'Escotais tient son nom de la famille des comtes des Escotais dont les terres s'étendent entre autres sur les communes traversées par la rivière,.
Avant de prendre ce nom, elle était désignée par le nom de Nais. C'est pour cela que Saint-Christophe-sur-le-Nais est aujourd'hui arrosé par l'Escotais.

## Géographie
L'Escotais présente une longueur de 23,6 kilomètres. Il prend sa source dans la commune de Neuillé-Pont-Pierre, au sud du territoire communal aux abords du hameau de la Renardière à une altitude de 111 m dans l'étang d'Armilly, s'écoule vers le nord et se jette dans le Loir, dans la commune de Dissay-sous-Courcillon, au droit du Moulin de Longesvre à une altitude de 47 m.

### Communes traversées
L'Escotais traverse 4 communes, soit de l'amont vers l'aval : Neuillé-Pont-Pierre (37), Saint-Paterne-Racan (37), Saint-Christophe-sur-le-Nais (37), Dissay-sous-Courcillon (72).

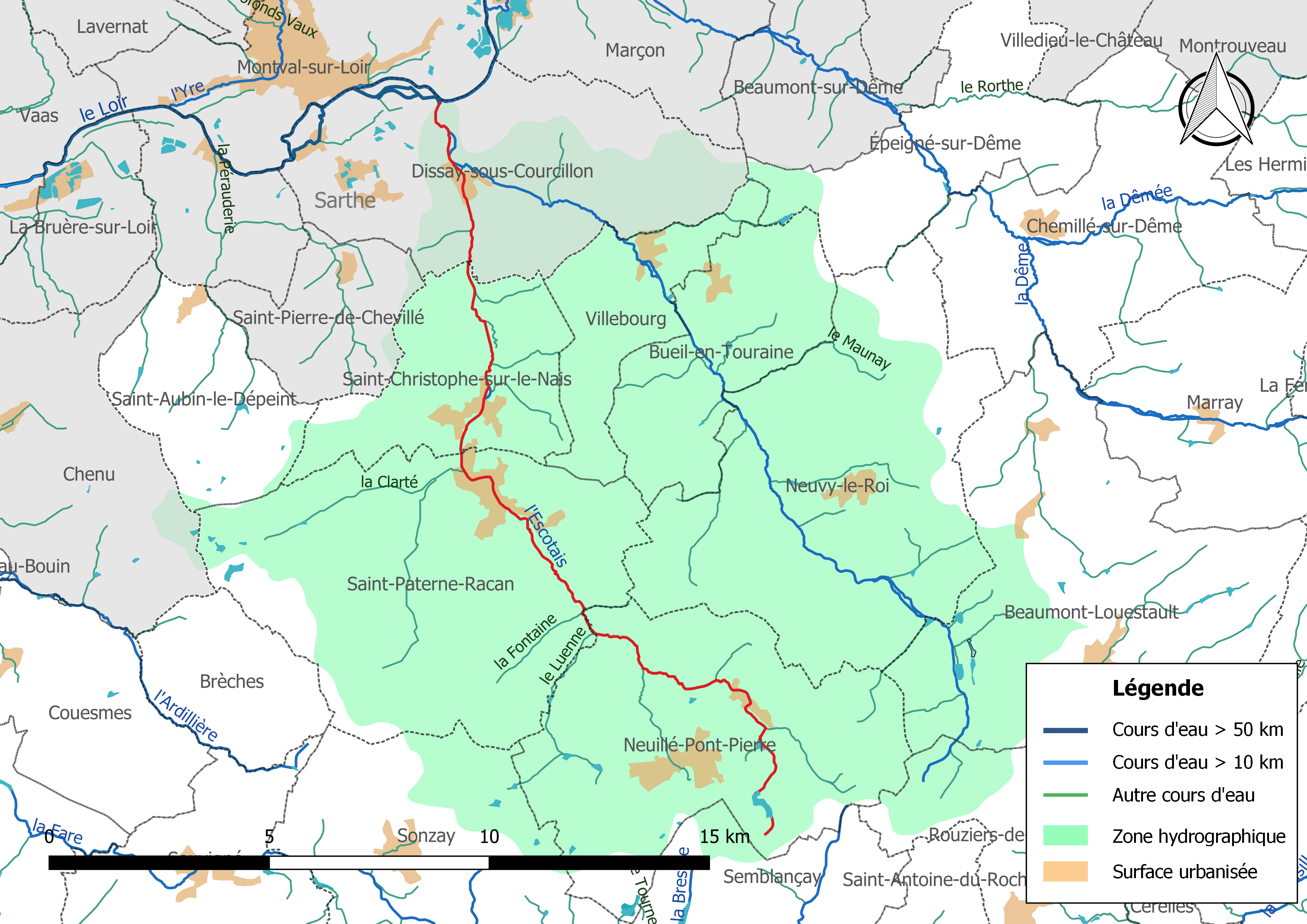
Cours d'eau l'Escotais et son bassin versant.

Les bassins hydrographiques sont découpés dans le référentiel national BD Carthage en éléments de plus en plus fins, emboîtés selon quatre niveaux : régions hydrographiques, secteurs, sous-secteurs et zones hydrographiques. Le bassin versant de l'Escotais s'insère dans la zone hydrographique « Le Gravot & Ses Affluents », au sein du bassin DCE plus large « La Loire, les cours d'eau côtiers vendéens et bretons ». 

## Pêche et peuplements piscicoles
Sur le plan piscicole, l'Escotais, de même que les autres cours d'eau du nord de l'Indre et Loire (Maulne, Fare, Long, Dême) est  abusivement classé en Cours d'eau de première catégorie piscicole. L'espèce biologique dominante n'étant pas la truite qui n'est présente (sinon de manière anecdotique)... que dans les semaines qui suivent les déversements massifs pré et post-ouverture de la pêche, cette espèce étant depuis longtemps supplantée par une association de cyprinidés (carpe, gardon, chevesnes), d'esocidés (brochet) et de percidés (perches) typique de la seconde catégorie piscicole le décret de septembre 1958 ayant force de loi mais ne recouvrant pas la réalité des populations piscicoles[source insuffisante].

### Réserve biologique
Un cours d’eau est considéré comme réserve biologique lorsqu'il comprend une ou plusieurs zones de reproduction ou d’habitat des espèces de phytoplanctons, de macrophytes et de phytobenthos, de faune benthique invertébrée et l’ichtyofaune, et permet leur répartition dans un ou plusieurs cours d’eau du bassin versant. Les réservoirs biologiques, nécessaires au maintien ou à l’atteinte du bon état écologique des cours d’eau, correspondent donc :
- à un tronçon de cours d’eau ou annexe hydraulique qui va jouer le rôle de pépinière, de « fournisseur » d’espèces susceptibles de coloniser une zone naturellement ou artificiellement appauvrie (réensemencement du milieu) ;
- à des aires où les espèces peuvent accéder à l’ensemble des habitats naturels nécessaires à l’accomplissement des principales phases de leur cycle biologique (reproduction, abri-repos, croissance, alimentation).

Dans le cadre des travaux préparatoires à l'élaboration de ce classement au sein du SDAGE Loire-Bretagne, l'Escotais et ses affluents, depuis la source jusqu'à sa confluence avec le Loir, sont répertoriés comme réserve biologique, sous l'identifiant RESBIO_380. Les espèces présentes sont le chevesne, la carpe, le rotengle, la perche, le brochet.

## Qualité des eaux

### État des masses d'eau et objectifs
Issu de la Directive cadre européenne sur l’eau (DCE) du 23 octobre 2000, le découpage en masses d’eau permet d'utiliser un référentiel élémentaire unique employé par tous les pays membres de l'Union européenne. Ces masses d’eau servent ainsi d’unité d’évaluation de l’état des eaux dans le cadre de la directive européenne. L'Escotais fait partie de la masse d'eau codifiée FRGR0502 et dénommée « L'Escotais et ses affluents depuis la source jusqu'à la confluence avec le Loir ».
Le schéma directeur d'aménagement et de gestion des eaux (Sdage) Loire-Bretagne est un document de planification dans le domaine de l’eau. Il définit, pour une période de six ans les grandes orientations pour une gestion équilibrée de la ressource en eau ainsi que les objectifs de qualité et de quantité des eaux à atteindre dans le bassin Loire-Bretagne. L'état des lieux 2013 défini dans la SDAGE 2016–2021 et les objectifs à atteindre pour cette masse d'eau sont les suivants,, :
| Code masse d'eau | Libellé masse d'eau                                                             | État écologique 2013 des cours d'eau | État écologique 2013 des cours d'eau | État écologique 2013 des cours d'eau | État écologique 2013 des cours d'eau | Objectifs                  | Objectifs                  | Objectifs                | Objectifs                | Objectifs              | Objectifs              |
| Code masse d'eau | Libellé masse d'eau                                                             | État écologique                      | État biologique                      | État physico-chimie générale         | État Polluants spécifiques           | Objectif d'état écologique | Objectif d'état écologique | Objectif d'état chimique | Objectif d'état chimique | Objectif d'état global | Objectif d'état global |
| ---------------- | ------------------------------------------------------------------------------- | ------------------------------------ | ------------------------------------ | ------------------------------------ | ------------------------------------ | -------------------------- | -------------------------- | ------------------------ | ------------------------ | ---------------------- | ---------------------- |
| FRGR0502         | L'Escotais et ses affluents depuis la source jusqu'à la confluence avec le Loir | Moyen                                | Bon état                             | Moyen                                |                                      | Bon état                   | 2021                       | Bon état                 | ND                       | Bon état               | 2021                   |

## Gouvernance

### Échelle du bassin
En France, la gestion de l’eau, soumise à une législation nationale et à des directives européennes, se décline par bassin hydrographique, au nombre de sept en France métropolitaine, échelle cohérente écologiquement et adaptée à une gestion des ressources en eau. L'Escotais est sur le territoire du bassin Loire-Bretagne et l'organisme de gestion à l'échelle du bassin est l'agence de l'eau Loire-Bretagne.